# Мударисов, Миннегали Закирович
Миннегали Закирович Мударисов (23 февраля 1947, д. Угузево, Кушнаренковский район, Башкирская АССР, РСФСР — 24 марта 2015, Стерлитамак, Башкортостан, Российская Федерация) — советский биатлонист, советский и российский тренер по биатлону. Мастер спорта СССР (1971), заслуженный тренер РСФСР (1989).

## Биография
Окончил ГДОИФК им. П. Ф. Лесгафта (1976).
Представлял спортивные общества «Динамо» (Новосибирск) и «Труд» (Уфа). Серебряный призер Спартакиады народов РСФСР (1974) в индивидуальной гонке по биатлону.
С 1978 г. тренер-преподаватель по биатлону и военно-прикладному многоборью Башкирского областного комитета ДОСААФ, с 1980 г. — старший тренер-преподаватель Башкирского обкома ДОСААФ.
- 1988—1989 гг. — тренер женской сборной команды ДОСААФ РСФСР и СССР по биатлону,
- 1994—2003 гг. — старший тренер сборной команды ДОСААФ-РОСТа по летнему биатлону,
- 1995—2004 гг. — начальник республиканского спортивно-технического клуба по военно-прикладному многоборью. Председатель тренерского совета Федерации прикладных многоборий и летнего биатлона России (1995—2003).

С 2004 г. — заведующий спортивными сооружениями Стерлитамакского техникума физической культуры. С 2009 г. — тренер-преподаватель республиканского СДЮШОР по биатлону (Уфа).
Подготовил мастеров спорта СССР международного класса по биатлону Галину Александренко, Любовь Дюпину, Рустама Гарифуллина, мастеров спорта России международного класса по летнему биатлону Н.Мударисову, О.Качалкову и свыше 30 мастеров спорта СССР и России.
Заслуженный тренер РСФСР (1989), заслуженный работник физической культуры Республики Башкортостан (2006). Судья всесоюзной категории (1983).

## Личная жизнь
Супруга — мастер спорта международного класса по летнему биатлону Нурия Мударисова (в девичестве Нуртдинова). Две дочери.